# Amara (região)
Amara (Amhara) é uma das nove kililoch da Etiópia, antigamente denominada Região 3. Habitada pelo povo do mesmo nome, sua capital é Bahir Dar.
No interior da Etiópia, o lago Tana, uma imensa reserva de água, fica localizado em Amara, assim como as Montanhas do Parque Nacional Semien, que inclui o ponto mais alto em Etiópia, Ras Dashan.
Durante a era imperial da Etiópia, Amara foi dividido em várias províncias (tal como Gondar, Gojjam, Begemder e Lasta), a maior parte determinado pelo Ras ou pelo Negus (cargos políticos locais). A região de Amara reincorporou a maioria das províncias anteriores de Begemder, Gojjam, e Wollo em 1995.

## Demografia
Baseado em dados da Agência Estatística Central da Etiópia publicados em 2005, Amara tem uma população total calculada em 9 555 001 homens e 9 565 004 mulheres. Desse total, 16 925 000 ou 88,5% da população são habitantes rurais, enquanto 2195000 ou 11,5% são urbanos. 
Com uma área calculada de 159.173,66 km², esta região tem uma densidade calculada de 120,12 pessoas por km².
Da população total do Estado, 78,2% são ortodoxos etíopes, 15,2% Muçulmanos, e 0,4% protestantes. Outros grupos incluem o Oromo (2,3%), Agau/Aui (2,1%), Quemante (1%), e Agau/Camir (0,8%).

## Agricultura
O CSA da Etiópia calculou que em 2005 fazendeiros de Amara tinham um total de 9 694 800 cabeças de gado (representando 25% do gado total da Etiópia), 6 390 800 ovelhas (36.7%), 4 101 770 bodes (31.6%), 257 320 cavalos (17%), 8900 mulas (6%), 1 400 030 burros (55.9%), 14 270 camelos (3.12%), 8 442 240 aves diversas (27.3%), e 919 450 colmeias (21.1%).

## Presidentes do Comitê Executivo
- Addisu Legesse (ANDM/EPRDF) 1992-Out./2000
- Yoseph Reta (ANDM/EPRDF) Out./2000-5/Out./2005
- Ayalew Gobeze (ANDM/EPRDF) 5/Out./2005-presente

## Zonas de Amara
- Agew Awi
- Bahir Dar (zona especial)
- Debub Gondar (Sul)
- Debub Wollo (Sul)
- Mirab Gojjam (Oeste)
- Misraq Gojjam (Leste)
- Oromia
- Semien Gondar (Norte)
- Semien Shewa (Norte)
- Semien Wollo (Norte)
- Wag Hemra

## Dados
- Capital: Bahir Dar
- População: 15 850 000 hab.
- Área: 156 960 km²